# Victoria Libertas Pallacanestro 2024-2025
Questa voce raccoglie le informazioni riguardanti la Victoria Libertas Pallacanestro nelle competizioni ufficiali della stagione 2024-2025.

## Stagione
La stagione 2024-2025 della Victoria Libertas Pallacanestro, sponsorizzata Carpegna Prosciutto per la sesta stagione consecutiva, è la 3ª nel campionato cadetto di pallacanestro, la Serie A2.
Dopo 16 anni di ininterrotta permanenza nella massima serie, dopo la retrocessione della stagione precedente la VL Pesaro si trova ad affrontare il campionato di A2 dopo la sua ultima partecipazione nella stagione 2006-2007.
Dopo l'addio di Ario Costa come presidente del Consiglio di Amministrazione, il nuovo presidente è Andrea Valli e la nuova dirigenza incarica Stefano Sacripanti a guidare la squadra nella serie cadetta: per il coach è un ritorno a Pesaro, dato che era già stato allenatore della VL dal 2007 al 2009. A Sacripanti non solo viene affidata la guida tecnica, ma anche la direzione sportiva di tutta la squadra (prendendo il posto in tale ruolo di Stefano Cioppi, direttore sportivo dalla stagione 2013-2014). Ad affiancare Sacripanti nella costruzione della squadra viene chiamato Nicola Egidio, assunto in qualità di assistente general manager.
Come da previsioni, alla retrocessione è seguita la rescissione di quasi tutti i rapporti con i giocatori dell'annata precedente (compreso Andrea Cinciarini, che si è preso qualche giorno di riflessione prima di comunicare la sua decisione di lasciare la squadra). L'unico a rimanere nel roster della VL è il giovane Octavio Maretto. Ad affiancarlo sono un folto gruppo di giocatori esperti della categoria e due americani.
Dopo appena tre partite disputate in campionato, il coach Sacripanti si dimette per "motivi strettamente personali". Lascia anche il suo ruolo di general manager e la squadra si ritrova alla ricerca di un nuovo head coach. La dirigenza della VL affida quindi l'incarico ad interim all'assistente Giacomo Baioni, mentre il ruolo di general manager viene affidato a Matteo Magi.

## Roster
| Carpegna Prosciutto Pesaro 2024-25 | Carpegna Prosciutto Pesaro 2024-25 |
| Giocatori                          | Staff tecnico                      |
| ---------------------------------- | ---------------------------------- |

| N. | Naz.                   | Ruolo | Nome                  | Anno | Alt.   | Peso   |  |
| -- | ---------------------- | ----- | --------------------- | ---- | ------ | ------ |  |
| 1  | Serbia (bandiera)      | A     | Danilo Petrović       | 1999 | 203 cm | 109 kg |  |
| 4  | Italia (bandiera)      | A     | David Cornis          | 2007 |        |        |  |
| 4  | Italia (bandiera)      | A     | Pietro Reginato       | 2007 |        |        |  |
| 5  | Italia (bandiera)      | A     | Francesco Stazi       | 2007 |        |        |  |
| 7  | Argentina (bandiera)   | G     | Octavio Maretto       | 2004 | 197 cm | 90 kg  |  |
| 8  | Italia (bandiera)      | PG    | Salvatore Parrillo    | 1992 | 192 cm | 92 kg  |  |
| 12 | Italia (bandiera)      | PG    | Matteo Imbrò (C)      | 1994 | 192 cm | 86 kg  |  |
| 13 | Italia (bandiera)      | C     | Quirino De Laurentiis | 1992 | 207 cm | 106 kg |  |
| 15 | Stati Uniti (bandiera) | A     | V.J. King             | 1992 | 208 cm | 106 kg |  |
| 20 | Italia (bandiera)      | G     | Lorenzo Bucarelli     | 1998 | 198 cm | 93 kg  |  |
| 21 | Italia (bandiera)      | A     | Eric Lombardi         | 1993 | 201 cm | 100 kg |  |
| 41 | Italia (bandiera)      | AC    | Simone Zanotti        | 1992 | 208 cm | 106 kg |  |
| 44 | Stati Uniti (bandiera) | G     | Khalil Ahmad          | 1996 | 193 cm | 84 kg  |  |

| Allenatore |
| - Spiro Leka |
| Assistente/i |
| - Giacomo Baioni - Giovanni Luminati - Roberto Venerandi Legenda - (C) Capitano - (IN) Inattivo - Infortunato Roster |

## Mercato

### Sessione estiva
| Acquisti         | Acquisti              | Acquisti             | Acquisti   | Acquisti                  |
| R.               | Nome                  | da                   | data       | Modalità                  |
| ---------------- | --------------------- | -------------------- | ---------- | ------------------------- |
| C                | Quirino De Laurentiis | Amici Pall. Udinese  | 12.06.2024 | svincolato                |
| A                | Eric Lombardi         | N.B. Brindisi        | 21.06.2024 | svincolato                |
| AC               | Simone Zanotti        | Vanoli Cremona       | 26.6.2024  | svincolato                |
| G                | Khalil Ahmad          | Ostenda              | 30.6.2024  | svincolato                |
| PG               | Matteo Imbrò          | Trapani Shark        | 1.7.2024   | svincolato                |
| A                | Danilo Petrović       | RSR Sebastiani Rieti | 2.7.2024   | svincolato                |
| G                | Lorenzo Bucarelli     | Pall. Cantù          | 3.7.2024   | svincolato                |
| PG               | Salvatore Parrillo    | Latina Basket        | 6.7.2024   | svincolato                |
| A                | V.J. King             | Amburgo Towers       | 18.7.2024  | svincolato                |
| Altre operazioni |                       |                      |            |                           |
| R.               | Nome                  | da                   |            | Modalità                  |
| A                | David Cornis          |                      |            | aggregato dalle giovanili |
| A                | Pietro Reginato       |                      |            | aggregato dalle giovanili |
| A                | Francesco Stazi       |                      |            | aggregato dalle giovanili |

| Cessioni         | Cessioni              | Cessioni         | Cessioni  | Cessioni   |
| R.               | Nome                  | a                | data      | Modalità   |
| ---------------- | --------------------- | ---------------- | --------- | ---------- |
| PG               | Matteo Tambone        | Dinamo Sassari   | 28.5.2024 | svincolato |
| C                | Leonardo Totè         | Napoli Basket    | 12.6.2024 | svincolato |
| A                | Valerio Mazzola       | Universo Treviso | 15.6.2024 | svincolato |
| P                | Andrea Cinciarini     |                  | 21.6.2024 | svincolato |
| A                | Quincy Ford           | Czarni Słupsk    | 18.7.2024 | svincolato |
| G                | Riccardo Visconti     | Virtus Bologna   | 20.7.2024 | svincolato |
| A                | Trevon Bluiett        |                  |           | svincolato |
| A                | Markis McDuffie       |                  |           | svincolato |
| PG               | Justin Wright-Foreman |                  |           | svincolato |
| Altre operazioni |                       |                  |           |            |
| R.               | Nome                  | da               |           | Modalità   |
|                  |                       |                  |           |            |

### Dopo l'inizio della stagione
| Acquisti         | Acquisti | Acquisti | Acquisti |
| R.               | Nome     | da       | Modalità |
| ---------------- | -------- | -------- | -------- |
|                  |          |          |          |
| Altre operazioni |          |          |          |
| R.               | Nome     | da       | Modalità |
|                  |          |          |          |

| Cessioni         | Cessioni | Cessioni | Cessioni |
| R.               | Nome     | a        | Modalità |
| ---------------- | -------- | -------- | -------- |
|                  |          |          |          |
| Altre operazioni |          |          |          |
| R.               | Nome     | da       | Modalità |
|                  |          |          |          |

## Risultati
Dati aggiornati al 20 aprile 2025.

### Serie A2

#### Stagione regolare
| Arbitri: | Attard (Siracusa) Giunta (Ragusa) Settepanella (Teramo) |

|                                                                         |              |                                                             |
| Woodson 27 Ebeling 14 Iannuzzi 13                                       | Punti        | 20 King 14 Ahmad, Bucarelli 12 Zanotti                      |
| Woodson 4                                                               | Assist       | 5 Ahmad, Bucarelli                                          |
| Iannuzzi 9                                                              | Rimbalzi     | 9 Zanotti                                                   |
| Woodson 1 Ebeling 3 Iannuzzi 7 Mouaha 10 Stewart Jr. 12                 | Formazioni   | 12 Imbrò 15 King 21 Lombardi 41 Zanotti 44 Ahmad            |
| Nikolić 5 Donadio 8 Flores 11 Rapetti 16 Scarano 31 Thioune 34 Zugno 66 | Sostituzioni | 4 Cornis 7 Maretto 8 Parrillo 13 De Laurentiis 20 Bucarelli |
| Dalmonte                                                                | Allenatori   | Sacripanti                                                  |

| Arbitri: | Attard (Siracusa) Giunta (Ragusa) Settepanella (Teramo) |

|                                                             |              |                                                                               |
| Ahmad 18 King 10 Imbrò 9                                    | Punti        | 24 Stefanini 17 Mack 12 Oduro                                                 |
| Ahmad 3                                                     | Assist       | 4 Mack                                                                        |
| Lombardi 7                                                  | Rimbalzi     | 8 Oduro, Stefanini                                                            |
| Imbrò 12 King 15 Lombardi 21 Zanotti 41 Ahmad 44            | Formazioni   | 7 Mack 11 Oduro 15 Stefanini 66 Peroni 68 Jerković                            |
| Cornis 4 Maretto 7 Parrillo 8 De Laurentiis 13 Bucarelli 20 | Sostituzioni | 4 Taflaj 8 Galassi 12 Strautmanis 16 Andretta 17 Teboldi 33 Rossi 00 Leardini |
| Sacripanti                                                  | Allenatori   | Pansa                                                                         |

| Arbitri: | Radaelli (Milano) Cappello (Agrigento) Picchi (Frosinone) |

|                                                              |              |                                                           |
| Lombardi 28 Ahmad 16 Zanotti 12                              | Punti        | 22 Mussini 20 Earlington 12 Lewis                         |
| Bucarelli, Imbrò 4                                           | Assist       | 4 Maglietti                                               |
| Lombardi 8                                                   | Rimbalzi     | 12 Lewis                                                  |
| Maretto 7 King 15 Lombardi 21 Zanotti 41 Ahmad 44            | Formazioni   | 1 Lewis 2 Jurkatamm 4 Mussini 10 Earlington 61 Chinellato |
| Reginato 4 Parrillo 8 Imbrò 12 De Laurentiis 13 Bucarelli 20 | Sostituzioni | 3 Sabatino 12 Maglietti 21 Verazzo 46 Nikolić 55 Perfigli |
| Sacripanti                                                   | Allenatori   | Crotti                                                    |

| Arbitri: | Ferretti (Teramo) Lupelli (Latina) Coraggio (Frosinone) |

|                                                                   |              |                                                            |
| Johnson 29 Monaldi 14 Piccin, Piunti 8                            | Punti        | 30 Ahmad 16 King 10 De Laurentiis                          |
| Johnson, Piunti, Spanghero 2                                      | Assist       | 4 Ahmad                                                    |
| A. Cicchetti, Piunti 8                                            | Rimbalzi     | 6 Lombardi                                                 |
| Spencer 0 Pollone 21 Johnson 22 Monaldi 30 A. Cicchetti 32        | Formazioni   | 7 Maretto 15 King 21 Lombardi 41 Zanotti 44 Ahmad          |
| Piunti 2 Sarto 3 Lupusor 7 M. Cicchetti 11 Piccin 13 Spanghero 45 | Sostituzioni | 4 Cornis 8 Parrillo 12 Imbrò 13 De Laurentiis 20 Bucarelli |
| Rossi                                                             | Allenatori   | Baioni                                                     |

| Arbitri: | Pellicani (Gorizia) Almerigogna (Trieste) Bonotto (Ravenna) |

|                                                                            |              |                                                              |
| Parravicini 18 Gaspardo 12 Cinciarini 8                                    | Punti        | 22 Ahmad 12 King 5 De Laurentiis                             |
| Parravicini 4                                                              | Assist       | 5 Ahmad                                                      |
| Gaspardo 8                                                                 | Rimbalzi     | 7 Ahmad, Lombardi, Zanotti                                   |
| Tavernelli 8 Gaspardo 10 Del Chiaro 16 Pollone 18 Harper 22                | Formazioni   | 7 Maretto 15 King 21 Lombardi 41 Zanotti 44 Ahmad            |
| Dawson 1 Parravicini 2 Cinciarini 5 Pascolo 14 Magro 15 Pinza 20 Errede 21 | Sostituzioni | 4 Reginato 8 Parrillo 12 Imbrò 13 De Laurentiis 20 Bucarelli |
| Martino                                                                    | Allenatori   | Baioni                                                       |

| Arbitri: | Barbiero (Milano) Foti (Milano) Berlangieri (Milano) |

|                                                             |              |                                                                     |
| Ahmad 25 King 10 Parrillo 6                                 | Punti        | 16 Esposito 14 Pullen 11 Cannon                                     |
| Ahmad, Imbrò 3                                              | Assist       | 8 Penna                                                             |
| King 9                                                      | Rimbalzi     | 11 Esposito                                                         |
| Imbrò 12 King 15 Lombardi 21 Zanotti 41 Ahmad 44            | Formazioni   | 0 Pullen 5 Cannon 20 Esposito 24 Penna 27 Udom                      |
| Cornis 4 Maretto 7 Parrillo 8 De Laurentiis 13 Bucarelli 20 | Sostituzioni | 1 Mbacke 6 Gazzotti 10 Faggian 11 Airhienbuwa 12 Palumbo 32 Bartoli |
| Leka                                                        | Allenatori   | Ramagli                                                             |

| Arbitri: | Ursi (Livorno) Giovannetti (Torino) Marzulli (Pisa) |

|                                                                              |              |                                                           |
| Amato 17 Gentile 16 Cesana, Potts 11                                         | Punti        | 17 Maretto 13 Ahmad 11 Zanotti                            |
| Amato 6                                                                      | Assist       | 3 King, Lombardi, Maretto                                 |
| Gentile 8                                                                    | Rimbalzi     | 5 Lombardi                                                |
| Potts 1 Gentile 5 Amato 6 Leggio 33 Udanoh 49                                | Formazioni   | 7 Maretto 15 King 21 Lombardi 41 Zanotti 44 Ahmad         |
| Anchisi 0 Malattia 3 Maspero 10 Pagani 16 Solimeno 24 Cavallero 34 Cesana 90 | Sostituzioni | 5 Stazi 8 Parrillo 12 Imbrò 13 De Laurentiis 20 Bucarelli |
| Cardani                                                                      | Allenatori   | Leka                                                      |

| Arbitri: | Salustri (Roma) Cassina (Monza) Barbieri (Roma) |

|                                                          |              |                                                      |
| Ahmad 25 King 15 De Laurentiis, Imbrò 6                  | Punti        | 13 Pepe, Williams 11 Vencato 9 Moretti               |
| Ahmad, King 3                                            | Assist       | 5 Vencato                                            |
| Ahmad 8                                                  | Rimbalzi     | 9 Williams                                           |
| Maretto 7 De Laurentiis 13 King 15 Bucarelli 20 Ahmad 44 | Formazioni   | 3 Vencato 4 Williams 5 Bertini 10 DeVoe 18 Guariglia |
| Cornis 4 Parrillo 8 Imbrò 12 Lombardi 21 Zanotti 41      | Sostituzioni | 1 Loro 11 Costi 12 Bogliardi 33 Moretti 40 Pepe      |
| Leka                                                     | Allenatori   | Ciani                                                |

| Arbitri: | Vita (Ancona) M. Attard (Firenze) L. Attard (Siracusa) |

|                                                               |              |                                                          |
| Johnson 25 Ambrosin, Hickey 13 Alibegović 8                   | Punti        | 29 Ahmad 20 King 7 De Laurentiis, Imbrò                  |
| Caroti 4                                                      | Assist       | 6 Imbrò                                                  |
| Johnson 17                                                    | Rimbalzi     | 10 KIng                                                  |
| Stefanelli 1 Alibegović 5 Hickey 8 Johnson 11 Da Ros 20       | Formazioni   | 7 Maretto 13 De Laurentiis 15 King 20 Bucarelli 44 Ahmad |
| Bruttini 4 Caroti 7 Agostini 12 Ambrosin 14 Pini 22 Ikangi 35 | Sostituzioni | 5 Stazi 8 Parrillo 12 Imbrò 21 Lombardi 41 Zanotti       |
| Vertemati                                                     | Allenatori   | Leka                                                     |

| Arbitri: | Maschio (Firenze) Costa (Livorno) Tallon (Bologna) |

|                                                          |              |                                                                               |
| Ahmad 38 King 12 Lombardi 10                             | Punti        | 18 Tomassini 16 Marini 13 Simioni                                             |
| Ahmad 4                                                  | Assist       | 5 Robinson                                                                    |
| Ahmad, De Laurentiis 6                                   | Rimbalzi     | 6 Johnson, Tomassini                                                          |
| Parrillo 8 Imbrò 12 Lombardi 21 Zanotti 41 Ahmad 44      | Formazioni   | 3 Anumba 5 Grande 13 Marini 23 Johnson 27 Simioni                             |
| Cornis 4 Maretto 7 De Laurentiis 13 King 15 Bucarelli 20 | Sostituzioni | 7 Tomassini 11 Masciadri 14 Bedetti 20 Amaroli 21 Bonfè 22 Robinson 29 Camara |
| Leka                                                     | Allenatori   | Dell'Agnello                                                                  |

| Arbitri: | Foti (Milano) Barbiero (Milano) Tirozzi (Bologna) |

|                                                                        |              |                                                          |
| Banks 28 Filloy 17 Hooker 13                                           | Punti        | 22 Lombardi 13 De Laurentiis 12 Imbrò, King              |
| Banks 9                                                                | Assist       | 4 Imbrò, Parrillo                                        |
| Banks 9                                                                | Rimbalzi     | 7 King, Lombardi                                         |
| Banks 2 Fantoni 8 Allinei 19 Hooker 21 Italiano 31                     | Formazioni   | 7 Maretto 13 De Laurentiis 15 King 20 Bucarelli 44 Ahmad |
| Buca 1 Bargnesi 3 Fratto 4 Filloy 12 Spinelli 15 Baroni 22 Paoletti 25 | Sostituzioni | 4 Reginato 8 Parrillo 12 Imbrò 21 Lombardi 41 Zanotti    |
| Andreazza                                                              | Allenatori   | Leka                                                     |

| Arbitri: | Caforio (Brindisi) Grappasonno (Chieti) Gai (Roma) |

|                                                              |              |                                                                    |
| King 20 De Laurentiis 14 Bucarelli, Lombardi 13              | Punti        | 18 Davis 17 Tanfoglio 9 Benvenuti, Henderson                       |
| Imbrò 10                                                     | Assist       | 3 Henderson                                                        |
| King 6                                                       | Rimbalzi     | 10 Davis                                                           |
| Imbrò 12 De Laurentiis 13 V.J. King 15 Bucarelli 20 Ahmad 44 | Formazioni   | 4 Tanfoglio 7 Henderson 21 Davis 25 Benvenuti 32 Nobile            |
| Cornis 4 Maretto 7 Parrillo 8 Lombardi 21 Zanotti 41         | Sostituzioni | 1 Tamani 3 Ramponi 8 Alessandrini 9 Berdini 11 Moretti 15 Sperduto |
| Leka                                                         | Allenatori   | Di Paolantonio                                                     |

| Arbitri: | De Biase (Treviso) D'Amato (Roma) Maschietto (Treviso) |

|                                                                        |              |                                                         |
| Allen 26 Calzavara 15 Ndzie 12                                         | Punti        | 24 Ahmad 16 King 14 Bucarelli                           |
| Allen 6                                                                | Assist       | 2 Ahmad, Imbrò                                          |
| Ndzie 7                                                                | Rimbalzi     | 4 King                                                  |
| Vildera 14 Fantoma 15 Calzavara 31 Allen 55 Almeida 96                 | Formazioni   | 12 Imbrò 13 De Laurentiis 15 King 20 Bucarelli 44 Ahmad |
| Buttiglione 6 Laquintana 8 Arletti 9 Del Cadia 10 Radonjić 23 Ndzie 39 | Sostituzioni | 4 Cornis 7 Maretto 8 Parrillo 21 Lombardi 41 Zanotti    |
| Bucchi                                                                 | Allenatori   | Di Paolantonio                                          |

| Arbitri: | Bartoli (Trieste) Chersicla (Lecco) Rodia (Avellino) |

|                                                              |              |                                                             |
| King 20 Ahmad 16 Bucarelli 13                                | Punti        | 11 De Nicolao 10 Moraschini, Piccoli 9 Baldi Rossi          |
| Imbrò 5                                                      | Assist       | 4 De Nicolao                                                |
| Ahmad 10                                                     | Rimbalzi     | 4 Piccoli, Possamai                                         |
| Imbrò 12 De Laurentiis 13 King 15 Bucarelli 20 Ahmad 44      | Formazioni   | 9 Moraschini 10 De Nicolao 11 Piccoli 21 Basile 33 Possamai |
| Cornis 4 Stazi 5 Maretto 7 Parrillo 8 Lombardi 21 Zanotti 41 | Sostituzioni | 7 Valentini 8 Baldi Rossi 23 Burns 24 Riismaa 25 McGee      |
| Leka                                                         | Allenatori   | Brienza                                                     |

| Arbitri: | Maschio (Firenze) Centonza (Ascoli Piceno) Settepanella (Teramo) |

|                                                         |              |                                                   |
| Ahmad 28 King 26 Imbrò 15                               | Punti        | 26 Ajayi 24 Montano 18 Taylor                     |
| Bucarelli 6                                             | Assist       | 6 Montano, Schina                                 |
| King 10                                                 | Rimbalzi     | 8 Ajayi                                           |
| Imbrò 12 De Laurentiis 13 King 15 Bucarelli 20 Ahmad 44 | Formazioni   | 3 Seck 8 Schina 14 Montano 28 Severini 33 Ajayi   |
| Cornis 4 Maretto 7 Parrillo 8 Lombardi 21 Zanotti 41    | Sostituzioni | 1 Taylor 6 Ghirlanda 9 Gallo 15 Landi 34 Ladurner |
| Leka                                                    | Allenatori   | Boniciolli                                        |

| Arbitri: | Gagliardi (Frosinone) Cappello (Agrigento) Tarascio (Siracusa) |

|                                                                          |              |                                                         |
| Serpilli 20 Bartoli 14 Bonacini, Bradford 9                              | Punti        | 19 King 13 Bucarelli 10 Ahmad, De Laurentiis            |
| Bartoli 7                                                                | Assist       | 6 Ahmad                                                 |
| Filoni, Grimes 7                                                         | Rimbalzi     | 9 Ahmad                                                 |
| Bradford 3 D'Almeida 13 Serpilli 33 Bartoli 40 Filoni 75                 | Formazioni   | 12 Imbrò 13 De Laurentiis 15 King 20 Bucarelli 44 Ahmad |
| Gajić 2 Grimes 4 Suljanović 8 Manzo 11 Querci 21 Fiorillo 25 Bonacini 32 | Sostituzioni | 1 Petrović 7 Maretto 8 Parrillo 21 Lombardi 41 Zanotti  |
| Manzo                                                                    | Allenatori   | Leka                                                    |

| Arbitri: | Wassermann (Trieste) Tallon (Bologna) Barbieri (Roma) |

|                                                              |              |                                                                               |
| Ahmad 30 King 18 Imbrò 15                                    | Punti        | 24 Brown 14 Polanco 9 Tortu                                                   |
| Bucarelli 5                                                  | Assist       | 2 Bertetti, Massone                                                           |
| Ahmad, Imbrò, Lombardi 5                                     | Rimbalzi     | 8 Morgillo                                                                    |
| Imbrò 12 De Laurentiis 13 King 15 Bucarelli 20 Ahmad 44      | Formazioni   | 7 Brown 14 La Torre 20 Tortu 22 Massone 36 Morgillo                           |
| Petrović 1 Cornis 4 Stazi 5 Maretto 7 Lombardi 21 Zanotti 41 | Sostituzioni | 6 Zampogna 8 Bertetti 10 Polanco 16 Barbante 18 Caporaso 27 Bruni 45 Giombini |
| Leka                                                         | Allenatori   | Bechi                                                                         |

| Arbitri: | Pellicani (Gorizia) De Biase (Treviso) Morassutti (Sassari) |

|                                                                   |              |                                                     |
| Ahmad 32 Zanotti 12 King 9                                        | Punti        | 25 Aradori 16 Freeman 6 Fantinelli                  |
| Imbrò 6                                                           | Assist       | 7 Bolpin                                            |
| Ahmad 7                                                           | Rimbalzi     | 10 Freeman                                          |
| Maretto 7 King 15 Bucarelli 20 Zanotti 41 Ahmad 44                | Formazioni   | 5 Gabriel 9 Bolpin 16 Mian 21 Fantinelli 33 Freeman |
| Petrović 1 Cornis 4 Stazi 5 Imbrò 12 De Laurentiis 13 Lombardi 21 | Sostituzioni | 3 Vencato 4 Aradori 7 Battistini 11 Panni 12 Cusin  |
| Spiro Leka                                                        | Allenatori   | Caja                                                |

| Arbitri: | M. Attard (Firenze) Costa (Livorno) Bonotto (Ravenna) |

|                                                                       |              |                                                          |
| Redivo 38 Lamb 20 Ferrari 16                                          | Punti        | 26 King 20 Ahmad 10 Maretto                              |
| Dell'Agnello 4                                                        | Assist       | 5 Ahmad, Lombardi                                        |
| Dell'Agnello 14                                                       | Rimbalzi     | 6 King                                                   |
| Redivo 3 Rota 9 Ferrari 24 Dell'Agnello 77 Piccione 99                | Formazioni   | 7 Maretto 13 De Laurentiis 15 King 20 Bucarelli 44 Ahmad |
| Lamb 1 Mastellari 8 Calò 10 Natali 11 Devetta 12 Marangon 13 Berti 19 | Sostituzioni | 1 Petrović 4 Cornis 12 Imbrò 21 Lombardi 41 Zanotti      |
| Pillastrini                                                           | Allenatori   | Leka                                                     |

| Arbitri: | Maschio (Firenze) Cappello (Agrigento) Gai (Roma) |

|                                                                      |              |                                                               |
| Ahmad 22 King 13 Bucarelli 11                                        | Punti        | 21 Ogden 14 Allen 10 Calzavara                                |
| Ahmad 6                                                              | Assist       | 3 Calzavara, Laquintana                                       |
| Zanotti 7                                                            | Rimbalzi     | 6 Allen                                                       |
| Maretto 7 King 15 Bucarelli 20 Zanotti 41 Ahmad 44                   | Formazioni   | 9 Arletti 17 Ogden 23 Radonjić 31 Calzavara 55 Allen          |
| Petrović 1 Cornis 4 Reginato 5 Imbrò 12 De Laurentiis 13 Lombardi 21 | Sostituzioni | 6 Buttiglione 8 Laquintana 10 Del Cadia 15 Fantoma 21 De Vico |
| Leka                                                                 | Allenatori   | Bucchi                                                        |

| Arbitri: | Moretti (Perugia) Chersicla (Lecco) Picchi (Frosinone) |

|                                                         |              |                                                             |
| Mack 20 Leardini 17 Smith 14                            | Punti        | 28 Imbrò 25 Ahmad 16 Maretto                                |
| Mack 9                                                  | Assist       | 4 Bucarelli                                                 |
| Mack 7                                                  | Rimbalzi     | 6 Zanotti                                                   |
| Strautmanis 12 Tedoldi 17 Smith 20 Rossi 33 Leardini 00 | Formazioni   | 1 Petrović 13 De Laurentiis 15 King 20 Bucarelli 41 Zanotti |
| Taflaj 4 Oggioni 6 Mack 7 Galassi 8 Peroni 66           | Sostituzioni | 4 Cornis 5 Stazi 7 Maretto 12 Imbrò 44 Ahmad                |
| Pansa                                                   | Allenatori   | Leka                                                        |

| Arbitri: | Tirozzi (Bologna) D'Amato (Roma) Fiore (Salerno) |

|                                                                      |              |                                                   |
| Imbrò 20 Ahmad 18 Petrović 15                                        | Punti        | 17 Cesana 16 Gentile 10 Amato                     |
| Ahmad 8                                                              | Assist       | 4 Gentile                                         |
| King 8                                                               | Rimbalzi     | 7 Ndzie                                           |
| Maretto 7 King 15 Bucarelli 20 Zanotti 41 Ahmad 44                   | Formazioni   | 1 Potts 5 Gentile 6 Amato 34 Cavallero 49 Udanoh  |
| Petrović 1 Cornis 4 Reginato 5 Imbrò 12 De Laurentiis 13 Lombardi 13 | Sostituzioni | 0 Anchisi 10 Maspero 33 Leggio 39 Ndzie 90 Cesana |
| Leka                                                                 | Allenatori   | Cardani                                           |

| Arbitri: | Cassina (Monza) Giunta (Ragusa) Rezzoagli (Genova) |

|                                                           |              |                                                        |
| King 17 Ahmad 16 De Laurentiis 13                         | Punti        | 20 Stewart Jr. 17 Donadio 12 Iannuzzi                  |
| Bucarelli 7                                               | Assist       | 6 Zugno                                                |
| De Laurentiis, King 7                                     | Rimbalzi     | 10 Iannuzzi                                            |
| Maretto 7 King 15 Bucarelli 20 Zanotti 41 Ahmad 44        | Formazioni   | 5 Nikolić 7 Iannuzzi 8 Donadio 12 Stewart Jr. 21 Giuri |
| Petrović 1 Cornis 4 Imbrò 12 De Laurentiis 13 Lombardi 21 | Sostituzioni | 1 Woodson 3 Ebeling 6 Pagani 28 Kebe 66 Zugno          |
| Leka                                                      | Allenatori   | Mecacci                                                |

| Arbitri: | Caforio (Brindisi) Grappasonno (Chieti) Lupelli (Latina) |

|                                                              |              |                                                         |
| Earlington 27 Lewis 17 Mussini 14                            | Punti        | 18 Ahmad 12 De Laurentiis 11 King, Lombardi             |
| Earlington, Mussini, Sabatino 4                              | Assist       | 4 Ahmad                                                 |
| Lewis 12                                                     | Rimbalzi     | 7 Ahmad                                                 |
| Lewis 1 Maglietti 12 Verazzo 21 Bortolín 41 Perfigli 55      | Formazioni   | 1 Petrović 15 King 20 Bucarelli 21 Lombardi 41 Zanotti  |
| Sabatino 3 Mussini 4 Codeluppi 9 Earlington 10 Chinellato 61 | Sostituzioni | 4 Reginato 7 Maretto 12 Imbrò 13 De Laurentiis 44 Ahmad |
| Crotti                                                       | Allenatori   | Leka                                                    |

| Arbitri: | Pellicani (Gorizia) Roiaz (Trieste) Settepanella (Teramo) |

|                                                                   |              |                                                                  |
| King 26 Ahmad 22 Petrović 17                                      | Punti        | 18 Filoni 17 Gilmore 16 Marks                                    |
| Imbrò 7                                                           | Assist       | 7 Marks                                                          |
| De Laurentiis, Imbrò, King 4                                      | Rimbalzi     | 5 Gilmore                                                        |
| Petrović 1 Maretto 7 King 15 Bucarelli 20 Ahmad 44                | Formazioni   | 13 D'Almeida 23 Marks 33 Serpilli 40 Bartoli 75 Filoni           |
| Cornis 4 Stazi 5 Imbrò 12 De Laurentiis 13 Lombardi 21 Zanotti 41 | Sostituzioni | 1 Gilmore 2 Gajić 8 Suljanović 21 Querci 25 Fiorillo 32 Bonacini |
| Leka                                                              | Allenatori   | Manzo                                                            |

| Arbitri: | Vita (Ancona) Nuara (Treviso) Tallon (Bologna) |

|                                                                      |              |                                                            |
| Ahmad 18 King, Zanotti 15 De Laurentiis 12                           | Punti        | 16 Lamb 14 Ferrari, Redivo 12 Dell'Agnello, Rota           |
| Ahmad, De Laurentiis 4                                               | Assist       | 3 Redivo                                                   |
| De Laurentiis 7                                                      | Rimbalzi     | 7 Berti                                                    |
| Petrović 1 Maretto 7 King 15 Bucarelli 20 Ahmad 44                   | Formazioni   | 1 Lamb 3 Redivo 24 Ferrari 77 Dell'Agnello 99 Piccionne    |
| Cornis 4 Leonardi 5 Imbrò 12 De Laurentiis 13 Lombardi 21 Zanotti 41 | Sostituzioni | 4 Miani 9 Rota 10 Baldares 11 Devetta 13 Marangon 19 Berti |
| Leka                                                                 | Allenatori   | Pillastrini                                                |

| Arbitri: | Ursi (Livorno) Moretti (Perugia) Giovannetti (Macerata) |

|                                                                  |              |                                                           |
| Mian 23 Panni 13 Fantinelli 11                                   | Punti        | 21 Ahmad, King 12 Zanotti 7 Maretto                       |
| Fantinelli 6                                                     | Assist       | 4 Bucarelli                                               |
| Freeman 8                                                        | Rimbalzi     | 6 Bucarelli, Zanotti                                      |
| Thomas 1 Bolpin 9 Mian 16 Fantinelli 21 Freeman 33               | Formazioni   | 1 Petrović 7 Maretto 15 King 20 Bucarelli 44 Ahmad        |
| Bonfiglioli 2 Vencato 3 Aradori 4 Battistini 7 Panni 11 Cusin 12 | Sostituzioni | 4 Cornis 12 Imbrò 13 De Laurentiis 21 Lombardi 41 Zanotti |
| Caja                                                             | Allenatori   | Leka                                                      |

| Arbitri: | Almerigogna (Trieste) Martellosio (Milano) Pecorella (Barletta) |

|                                                                  |              |                                                           |
| Davis 22 Benvenuti 17 DeVoe 14                                   | Punti        | 23 Ahmad 16 Bucarelli 11 Lombardi, Petrović               |
| DeVoe 6                                                          | Assist       | 5 Bucarelli, Imbrò                                        |
| DeVoe 10                                                         | Rimbalzi     | 8 Bucarelli, King                                         |
| DeVoe 0 Berdini 9 Davis 21 Benvenuti 25 Nobile 32                | Formazioni   | 7 Maretto 15 King 20 Bucarelli 41 Zanotti 44 Ahmad        |
| Tamani 1 Ramponi 3 Tanfoglio 4 Delfino 10 Moretti 11 Graziani 13 | Sostituzioni | 1 Petrović 4 Cornis 12 Imbrò 13 De Laurentiis 21 Lombardi |
| Di Paolantonio                                                   | Allenatori   | Leka                                                      |

| Arbitri: | Radaelli (Milano) Lupelli (Latina) Rezzoagli (Genova) |

|                                                          |              |                                                        |
| Simmons 25 Williams 21 Bertini, Bossi 17                 | Punti        | 45 Ahmad 13 King 11 Bucarelli                          |
| Bossi 8                                                  | Assist       | 11 Bucarelli                                           |
| Williams 11                                              | Rimbalzi     | 9 Petrović                                             |
| Williams 4 Costi 11 Bogliardi 12 Guariglia 18 Simmons 19 | Formazioni   | 1 Petrović 7 Maretto 20 Bucarelli 41 Zanotti 44 Ahmad  |
| Loro 1 Bossi 3 Bertini 5 Bergo 7 Haidara 32 Moretti 33   | Sostituzioni | 4 Cornis 12 Imbrò 13 De Laurentiis 15 King 21 Lombardi |
| Ciani                                                    | Allenatori   | Leka                                                   |

| Arbitri: | Nuara (Treviso) Di Martino (Napoli) Coraggio (Frosinone) |

|                                                               |              |                                                             |
| Taylor 25 Ajayi, Schina 17 Montano 12                         | Punti        | 15 Ahmad, De Laurentiis 11 Petrović 9 Imbrò                 |
| Schina 7                                                      | Assist       | 4 Bucarelli, Maretto                                        |
| Ajayi 16                                                      | Rimbalzi     | 7 Ahmad, Maretto                                            |
| Taylor 1 Schina 8 Landi 15 Severini 28 Ajayi 33               | Formazioni   | 7 Maretto 15 King 20 Bucarelli 41 Zanotti 44 Ahmad          |
| Seck 3 Ghirlanda 6 Montano 14 Avino 17 Garuzzo 18 Ladurner 34 | Sostituzioni | 1 Petrović 5 Reginato 12 Imbrò 13 De Laurentiis 21 Lombardi |
| Moretti                                                       | Allenatori   | Leka                                                        |

| Arbitri: | Foti (Milano) Costa (Livorno) Gai (Roma) |

|                                                              |              |                                                                              |
| Ahmad 24 King 14 Lombardi 10                                 | Punti        | 23 Palmi 15 Spencer 14 Spanghero                                             |
| Ahmad 5                                                      | Assist       | 3 A. Cicchetti                                                               |
| Imbrò, King 6                                                | Rimbalzi     | 10 Spencer                                                                   |
| Petrović 1 Maretto 7 De Laurentiis 13 Lombardi 21 Ahmad 44   | Formazioni   | 0 Spencer 2 Piunti 13 Piccin 30 Monaldi 31 Palmi                             |
| Cornis 4 Reginato 5 Imbrò 12 King 15 Bucarelli 20 Zanotti 41 | Sostituzioni | 3 Sarto 7 Lupusor 10 Viglianisi 11 M. Cicchetti 32 A. Cicchetti 45 Spanghero |
| Leka                                                         | Allenatori   | Rossi                                                                        |

| Arbitri: | Rudellat (Nuoro) Grappasonno (Rieti) Picchi (Frosinone) |

|                                                           |              |                                                              |
| Ahmad 19 King 14 De Laurentiis 13                         | Punti        | 25 Gaspardo 17 Perković 11 Pollone                           |
| Bucarelli 5                                               | Assist       | 4 Tavernelli                                                 |
| De Laurentiis 8                                           | Rimbalzi     | 7 Harper                                                     |
| Maretto 7 King 15 Bucarelli 20 Zanotti 41 Ahmad 44        | Formazioni   | 8 Tavernelli 10 Gaspardo 13 Perković 14 Pascolo 22 Harper    |
| Petrović 1 Cornis 4 Imbrò 12 De Laurentiis 13 Lombardi 21 | Sostituzioni | 2 Parravicini 5 Cinciarini 15 Magro 16 Del Chiaro 18 Pollone |
| Leka                                                      | Allenatori   | Martino                                                      |

| Arbitri: | Ursi (Livorno) Tirozzi (Bologna) Luchi (Prato) |

|                                                                              |              |                                                                  |
| Marini 20 Johnson 12 Grande, Simioni 11                                      | Punti        | 26 Ahmad 13 King 12 Zanotti                                      |
| Marini 6                                                                     | Assist       | 5 Imbrò                                                          |
| Johnson 12                                                                   | Rimbalzi     | 8 Lombardi                                                       |
| Anumba 3 Marini 13 Robinson 22 Johnson 23 Simioni 27                         | Formazioni   | 15 King 20 Bucarelli 21 Lombardi 41 Zanotti 44 Ahmad             |
| Grande 5 Tomassini 7 Masciadri 11 Tassani 12 Bedetti 14 Amaroli 21 Camara 29 | Sostituzioni | 1 Petrović 4 Cornis 5 Grasso 7 Maretto 12 Imbrò 13 De Laurentiis |
| Dell'Agnello                                                                 | Allenatori   | Leka                                                             |

| Arbitri: | Bartoli (Trieste) Perocco (Treviso) Roca (Avellino) |

|                                                                   |              |                                                     |
| Bucarelli 20 Ahmad 18 Maretto 15                                  | Punti        | 16 Banks, Filloy 10 Hooker 8 Allinei, Fantoni       |
| Bucarelli 6                                                       | Assist       | 8 Hooker                                            |
| Ahmad, Lombardi 7                                                 | Rimbalzi     | 6 Buca, Fantoni                                     |
| Maretto 7 King 15 Bucarelli 20 Zanotti 41 Ahmad 44                | Formazioni   | 1 Buca 2 Banks 11 Tozzi 19 Allinei 21 Hooker        |
| Petrović 1 Cornis 4 Stazi 5 Imbrò 12 De Laurentiis 13 Lombardi 21 | Sostituzioni | 3 Bargnesi 4 Fratto 8 Fantoni 12 Filloy 25 Paoletti |
| Leka                                                              | Allenatori   | Di Carlo                                            |

| Arbitri: | Barbiero (Milano) Lupelli (Latina) Praticò (Reggio Calabria) |

|                                                                                |              |                                                           |
| Washington 25 Massone, Polanco 15 Barbante 13                                  | Punti        | 26 Ahmad 13 De Laurentiis, King 12 Imbrò                  |
| Washington 7                                                                   | Assist       | 7 Bucarelli                                               |
| Barbante 8                                                                     | Rimbalzi     | 6 Ahmad, Maretto                                          |
| Polanco 10 Barbante 16 Massone 22 Washington 33 Giombini 45                    | Formazioni   | 7 Maretto 15 King 20 Bucarelli 41 Zanotti 44 Ahmad        |
| Galantini 5 Zampogna 6 Bertetti 8 La Torre 14 Caporaso 18 Tortu 20 Morgillo 36 | Sostituzioni | 1 Petrović 4 Cornis 12 Imbrò 13 De Laurentiis 21 Lombardi |
| Bechi                                                                          | Allenatori   | Leka                                                      |

| Arbitri: | Centonza (Ascoli Piceno) Grappasonno (Chieti) Gai (Roma) |

|                                                                                   |              |                                                             |
| Basile, Moraschini 19 McGee 13 Hogue 10                                           | Punti        | 24 Ahmad 18 King 17 Maretto                                 |
| De Nicolao 10                                                                     | Assist       | 6 Ahmad                                                     |
| Basile 10                                                                         | Rimbalzi     | 6 Zanotti                                                   |
| Valentini 7 Basile 21 Hogue 22 Riismaa 24 McGee 25                                | Formazioni   | 7 Maretto 15 King 20 Bucarelli 41 Zanotti 44 Ahmad          |
| Rossi 8 Moraschini 9 De Nicolao 10 Beltrami 19 Possamai 33 Moscatelli 36 Okeke 66 | Sostituzioni | 1 Petrović 4 Reginato 12 Imbrò 13 De Laurentiis 21 Lombardi |
| Brienza                                                                           | Allenatori   | Leka                                                        |

| Arbitri: | Giovannetti (Macerata) Yang Yao (Verona) Rezzoagli (Genova) |

|                                                                    |              |                                                       |
| Lombardi 16 Ahmad 14 Zanotti 13                                    | Punti        | 25 Ambrosin 14 Da Ros 10 Hickey                       |
| Bucarelli 9                                                        | Assist       | 4 Caroti, Da Ros                                      |
| King 10                                                            | Rimbalzi     | 10 Da Ros                                             |
| Maretto 7 King 15 Bucarelli 20 Zanotti 41 Ahmad 44                 | Formazioni   | 5 Alibegović 8 Hickey 14 Ambrosin 20 Da Ros 35 Ikangi |
| Petrović 1 Cornis 4 Sakine 5 Imbrò 12 De Laurentiis 13 Lombardi 21 | Sostituzioni | 4 Bruttini 7 Caroti 11 Johnson 40 Pepe 55 Pullazi     |
| Leka                                                               | Allenatori   | Vertemati                                             |

| Arbitri: | Miniati (Firenze) Cassina (Monza) Marzulli (Pisa) |

|                                                         |              |                                                        |
| Copeland 21 Udom 20 Cannon 12                           | Punti        | 30 Ahmad 18 Maretto 13 King                            |
| Udom 5                                                  | Assist       | 3 Bucarelli, Maretto                                   |
| Palumbo, Udom 7                                         | Rimbalzi     | 6 Bucarelli, De Laurentiis, King                       |
| Copeland 2 Cannon 5 Faggian 10 Palumbo 12 Bartoli 32    | Formazioni   | 7 Maretto 20 Bucarelli 21 Lombardi 41 Zanotti 44 Ahmad |
| Gazzotti 6 Pittana 7 Airhienbuwa 11 Virginio 18 Udom 27 | Sostituzioni | 1 Petrović 4 Cornis 12 Imbrò 13 De Laurentiis 15 King  |
| Ramagli                                                 | Allenatori   | Leka                                                   |

Concludendo la fase regolare del campionato all'11° posto in classifica, la VL Pesaro si è qualificata per i Play-In di accesso ai Playoff promozione.

#### Play-In

##### Primo turno
Al primo turno del Play-In di accesso al tabellone principale ai playoff, la VL Pesaro ha affrontato il Basket Torino, classificatosi 12° in campionato.
| Arbitri: | Ursi (Livorno) Boscolo Nale (Venezia) Caforio (Brindisi) |

|                                                        |              |                                                    |
| Ahmad 22 Bucarelli 17 King 11                          | Punti        | 22 Taylor 11 Ajayi 10 Schina                       |
| Bucarelli 6                                            | Assist       | 5 Taylor                                           |
| Zanotti 9                                              | Rimbalzi     | 13 Ajayi                                           |
| Maretto 7 Bucarelli 20 Lombardi 21 Zanotti 41 Ahmad 44 | Formazioni   | 1 Taylor 8 Schina 28 Severini 33 Ajayi 34 Ladurner |
| Petrović 1 Cornis 4 Imbrò 12 De Laurentiis 13 King 15  | Sostituzioni | 3 Seck 9 Gallo 13 Osatwna 14 Montano 15 Landi      |
| Leka                                                   | Allenatori   | Moretti                                            |

Con il punteggio di 85-72 in suo favore, la VL Pesaro ha battuto il Basket Torino e si è qualificata al secondo turno del Play-In.

##### Secondo turno
Al secondo turno del Play-In di accesso al tabellone principale ai playoff, la VL Pesaro affronterà la Fortitudo Bologna, disputando la partita in trasferta essendosi classificata in una posizione peggiore rispetto a quest'ultima squadra.
| Arbitri: | Cassina (Monza) Miniati (Firenze) Attard (Siracusa) |

|                                                                                     |              |                                                        |
| Gabriel 30 Freeman 22 Mian 11                                                       | Punti        | 26 Ahmad 14 Petrović 13 Bucarelli                      |
| Fantinelli 8                                                                        | Assist       | 7 Bucarelli                                            |
| Gabriel 13                                                                          | Rimbalzi     | 7 De Laurentiis                                        |
| Gabriel 5 Bolpin 9 Mian 16 Fantinelli 21 Freeman 33                                 | Formazioni   | 7 Maretto 20 Bucarelli 21 Lombardi 41 Zanotti 44 Ahmad |
| Ferrucci Morandi 0 Bonfiglioli 2 Vencato 3 Aradori 4 Battistini 7 Panni 11 Cusin 12 | Sostituzioni | 1 Petrović 4 Cornis 12 Imbrò 13 De Laurentiis 15 King  |
| Caja                                                                                | Allenatori   | Leka                                                   |

Con la sconfitta subita per mano della Fortitudo Bologna con il punteggio di 94-85, la VL Pesaro è stata eliminata dal Play-In di accesso ai playoff.

## Statistiche

### Statistiche di squadra
| Competizione | Punti | In casa | In casa | In casa | In casa | In casa | In trasferta | In trasferta | In trasferta | In trasferta | In trasferta | Totale | Totale | Totale | Totale | Totale | Totale |
| Competizione | Punti | G       | V       | P       | Ptf     | Pts     | G            | V            | P            | Ptf          | Pts          | G      | V      | P      | Ptf    | Pts    | Diff.  |
| ------------ | ----- | ------- | ------- | ------- | ------- | ------- | ------------ | ------------ | ------------ | ------------ | ------------ | ------ | ------ | ------ | ------ | ------ | ------ |
| Serie A2     | 40    | 19      | 14      | 5       | 1605    | 1433    | 19           | 6            | 13           | 1514         | 1624         | 38     | 20     | 18     | 3119   | 3057   | +62    |
| Play-In      | -     | 1       | 1       | 0       | 85      | 72      | 1            | 0            | 1            | 85           | 94           | 2      | 1      | 1      | 170    | 166    | +4     |
| Totale       | 40    | 20      | 15      | 5       | 1690    | 1505    | 19           | 6            | 13           | 1514         | 1624         | 39     | 21     | 18     | 3289   | 3223   | +66    |

### Andamento in campionato

#### Serie A2
| Giornata  | 1 | 2  | 3 | 4 | 5  | 6  | 7  | 8  | 9  | 10 | 11 | 12 | 13 | 14 | 15 | 16 | 17 | 18 | 19 | 20 | 21 | 22 | 23 | 24 | 25 | 26 | 27 | 28 | 29 | 30 | 31 | 32 | 33 | 34 | 35 | 36 | 37 | 38 |
| --------- | - | -- | - | - | -- | -- | -- | -- | -- | -- | -- | -- | -- | -- | -- | -- | -- | -- | -- | -- | -- | -- | -- | -- | -- | -- | -- | -- | -- | -- | -- | -- | -- | -- | -- | -- | -- | -- |
| Luogo     | T | C  | C | T | T  | C  | T  | C  | T  | C  | T  | C  | T  | C  | C  | T  | C  | C  | T  | C  | T  | C  | C  | T  | C  | C  | T  | T  | C  | T  | T  | C  | T  | C  | T  | T  | C  | T  |
| Risultato | V | P  | V | P | P  | P  | P  | V  | P  | P  | P  | V  | P  | V  | V  | V  | V  | V  | P  | V  | V  | V  | V  | P  | V  | V  | V  | V  | V  | P  | P  | P  | P  | V  | P  | P  | P  | V  |
| Posizione | 5 | 15 | 7 | 8 | 16 | 15 | 17 | 15 | 15 | 17 | 19 | 18 | 19 | 15 | 14 | 14 | 12 | 10 | 11 | 11 | 11 | 11 | 10 | 11 | 11 | 10 | 7  | 7  | 5  | 5  | 10 | 10 | 9  | 10 | 9  | 11 | 12 | 11 |

Legenda:

Luogo: C = Casa; T = Trasferta. Risultato: R = Rinviata; V = Vittoria; N = Pareggio; P = Sconfitta.

### Statistiche individuali

#### Serie A2
Fonte: Lega Pallacanestro

##### Stagione regolare
|                  |      |    |      | Falli | Falli | Tiri da 2 | Tiri da 2 | Tiri da 2 | Tiri da 3 | Tiri da 3 | Tiri da 3 | Tiri liberi | Tiri liberi | Tiri liberi | Rimbalzi | Rimbalzi | Rimbalzi | Stoppate | Stoppate | Palle | Palle |     |
| Giocatore        | PUN  | PG | MIN  | C     | S     | R         | T         | %         | R         | T         | %         | R           | T           | %           | O        | D        | T        | D        | S        | P     | R     | Ass |
| ---------------- | ---- | -- | ---- | ----- | ----- | --------- | --------- | --------- | --------- | --------- | --------- | ----------- | ----------- | ----------- | -------- | -------- | -------- | -------- | -------- | ----- | ----- | --- |
| K. Ahmad         | 820  | 38 | 1276 | 80    | 200   | 181       | 302       | 60        | 92        | 290       | 32        | 182         | 222         | 82          | 24       | 144      | 168      | 5        | 19       | 103   | 70    | 120 |
| L. Bucarelli     | 275  | 37 | 968  | 113   | 96    | 45        | 116       | 39        | 42        | 137       | 31        | 59          | 70          | 84          | 9        | 106      | 115      | 1        | 7        | 63    | 23    | 132 |
| D. Cornis        | 6    | 10 | 15   | 1     | 0     | 3         | 7         | 43        | 0         | 1         | 0         | 0           | 0           | 0           | 0        | 1        | 1        | 0        | 2        | 0     | 0     | 1   |
| Q. De Laurentiis | 305  | 37 | 778  | 97    | 99    | 108       | 157       | 69        | 11        | 25        | 44        | 56          | 82          | 68          | 62       | 114      | 176      | 22       | 8        | 41    | 26    | 44  |
| S. Grasso        | 0    | 1  | 1    | 0     | 0     | 0         | 0         | 0         | 0         | 0         | 0         | 0           | 0           | 0           | 0        | 1        | 1        | 0        | 0        | 0     | 0     | 0   |
| M. Imbrò         | 290  | 38 | 903  | 94    | 82    | 22        | 79        | 28        | 66        | 172       | 38        | 48          | 55          | 87          | 15       | 79       | 94       | 5        | 5        | 52    | 29    | 121 |
| V.J. King        | 537  | 38 | 1129 | 53    | 114   | 146       | 284       | 51        | 51        | 153       | 33        | 92          | 123         | 75          | 63       | 136      | 199      | 7        | 13       | 65    | 48    | 36  |
| E. Lombardi      | 233  | 36 | 764  | 61    | 55    | 50        | 92        | 54        | 37        | 101       | 37        | 22          | 39          | 56          | 44       | 115      | 159      | 6        | 4        | 52    | 22    | 49  |
| O. Maretto       | 257  | 38 | 779  | 100   | 85    | 50        | 91        | 55        | 34        | 89        | 38        | 55          | 68          | 81          | 23       | 96       | 119      | 0        | 7        | 41    | 24    | 51  |
| S. Parrillo      | 58   | 16 | 216  | 40    | 12    | 4         | 6         | 67        | 14        | 28        | 50        | 8           | 12          | 67          | 7        | 16       | 23       | 0        | 0        | 3     | 7     | 13  |
| D. Petrović      | 117  | 22 | 331  | 48    | 9     | 26        | 39        | 67        | 20        | 43        | 47        | 5           | 8           | 63          | 18       | 25       | 43       | 0        | 3        | 12    | 8     | 17  |
| P. Reginato      | 1    | 1  | 1    | 0     | 1     | 0         | 0         | 0         | 0         | 0         | 0         | 1           | 3           | 33          | 0        | 0        | 0        | 0        | 0        | 0     | 0     | 0   |
| F. Stazi         | 2    | 4  | 6    | 2     | 0     | 1         | 2         | 50        | 0         | 1         | 0         | 0           | 0           | 0           | 0        | 0        | 0        | 0        | 0        | 0     | 0     | 0   |
| S. Zanotti       | 218  | 37 | 533  | 69    | 43    | 62        | 115       | 54        | 21        | 72        | 29        | 31          | 39          | 79          | 34       | 87       | 121      | 14       | 9        | 23    | 8     | 11  |
| Totale           | 3119 | –  | –    | 758   | 796   | 698       | 1290      | 45.5      | 388       | 1112      | 27.0      | 559         | 721         | 55.3        | 299      | 920      | 1219     | 60       | 77       | 155   | 265   | 595 |

##### Play-In
|                  |     |    |     | Falli | Falli | Tiri da 2 | Tiri da 2 | Tiri da 2 | Tiri da 3 | Tiri da 3 | Tiri da 3 | Tiri liberi | Tiri liberi | Tiri liberi | Rimbalzi | Rimbalzi | Rimbalzi | Stoppate | Stoppate | Palle | Palle |     |
| Giocatore        | PUN | PG | MIN | C     | S     | R         | T         | %         | R         | T         | %         | R           | T           | %           | O        | D        | T        | D        | S        | P     | R     | Ass |
| ---------------- | --- | -- | --- | ----- | ----- | --------- | --------- | --------- | --------- | --------- | --------- | ----------- | ----------- | ----------- | -------- | -------- | -------- | -------- | -------- | ----- | ----- | --- |
| K. Ahmad         | 48  | 2  | 67  | 7     | 13    | 7         | 10        | 70        | 5         | 16        | 31        | 19          | 24          | 79          | 0        | 5        | 5        | 0        | 1        | 3     | 1     | 3   |
| L. Bucarelli     | 30  | 2  | 67  | 7     | 13    | 6         | 8         | 75        | 4         | 11        | 36        | 6           | 8           | 75          | 0        | 7        | 7        | 0        | 0        | 4     | 1     | 13  |
| D. Cornis        | 0   | 1  | 1   | 0     | 0     | 0         | 0         | 0         | 0         | 0         | 0         | 0           | 0           | 0           | 0        | 0        | 0        | 0        | 0        | 0     | 0     | 0   |
| Q. De Laurentiis | 12  | 2  | 41  | 7     | 1     | 4         | 4         | 100       | 1         | 2         | 50        | 1           | 2           | 50          | 1        | 12       | 13       | 2        | 0        | 4     | 1     | 1   |
| M. Imbrò         | 3   | 2  | 25  | 5     | 2     | 1         | 4         | 25        | 0         | 3         | 0         | 1           | 3           | 33          | 0        | 2        | 2        | 0        | 1        | 5     | 0     | 4   |
| V.J. King        | 15  | 2  | 47  | 5     | 2     | 3         | 7         | 43        | 2         | 8         | 25        | 3           | 4           | 75          | 0        | 2        | 2        | 3        | 1        | 2     | 0     | 1   |
| E. Lombardi      | 15  | 2  | 45  | 5     | 3     | 2         | 4         | 50        | 3         | 8         | 38        | 2           | 2           | 100         | 3        | 5        | 8        | 2        | 0        | 2     | 2     | 3   |
| O. Maretto       | 14  | 2  | 35  | 5     | 4     | 4         | 5         | 80        | 1         | 4         | 25        | 3           | 3           | 100         | 1        | 4        | 5        | 0        | 0        | 3     | 1     | 3   |
| D. Petrović      | 18  | 2  | 33  | 2     | 4     | 5         | 5         | 100       | 2         | 7         | 29        | 2           | 3           | 67          | 3        | 2        | 5        | 0        | 0        | 0     | 1     | 0   |
| S. Zanotti       | 15  | 2  | 39  | 4     | 4     | 3         | 4         | 75        | 2         | 4         | 50        | 3           | 4           | 75          | 3        | 10       | 13       | 0        | 0        | 1     | 1     | 0   |
| Totale           | 170 | –  | –   | 47    | 46    | 35        | 51        | 61.8      | 20        | 63        | 28.4      | 40          | 53          | 65.4        | 11       | 49       | 60       | 7        | 3        | 24    | 8     | 28  |